# Test Durbina-Watsona
Test Durbina-Watsona (ang. Durbin–Watson test) – test statystyczny wykorzystywany w analizie regresji w celu sprawdzenia, czy spełnione jest założenie o braku autokorelacji rzędu 1 (z opóźnieniem 1) pomiędzy błędami w modelu regresji. Brak występowania autokorelacji składnika losowego jest jednym z założeń analizy regresji i jeśli nie jest ono spełnione (czyli występuje autokorelacja błędów), może to prowadzić do pojawienia się błędnych wniosków w procesie wnioskowania statystycznego. 
Test Durbina-Watsona stosowany jest zazwyczaj wtedy, gdy występuje sekwencja czasowa zbierania danych np. badanie z pomiarem powtarzanym jednej lub większej liczby zmiennych używanych w modelu regresji. 
Nazwa procedury pochodzi od nazwisk dwóch badaczy, Jamesa Durbina i Geoffreya Watsona, którzy opracowali rozkład Durbina-Watsona. Durbin i Watson swój pomysł na nową procedurę statystyczną opublikowali w czasopiśmie Biometrika w formie dwóch artykułów naukowych, przy czym pierwszy z nich ukazał się drukiem w 1950 r. zaś drugi został opublikowany w 1951 r.